# British Superbike Championship

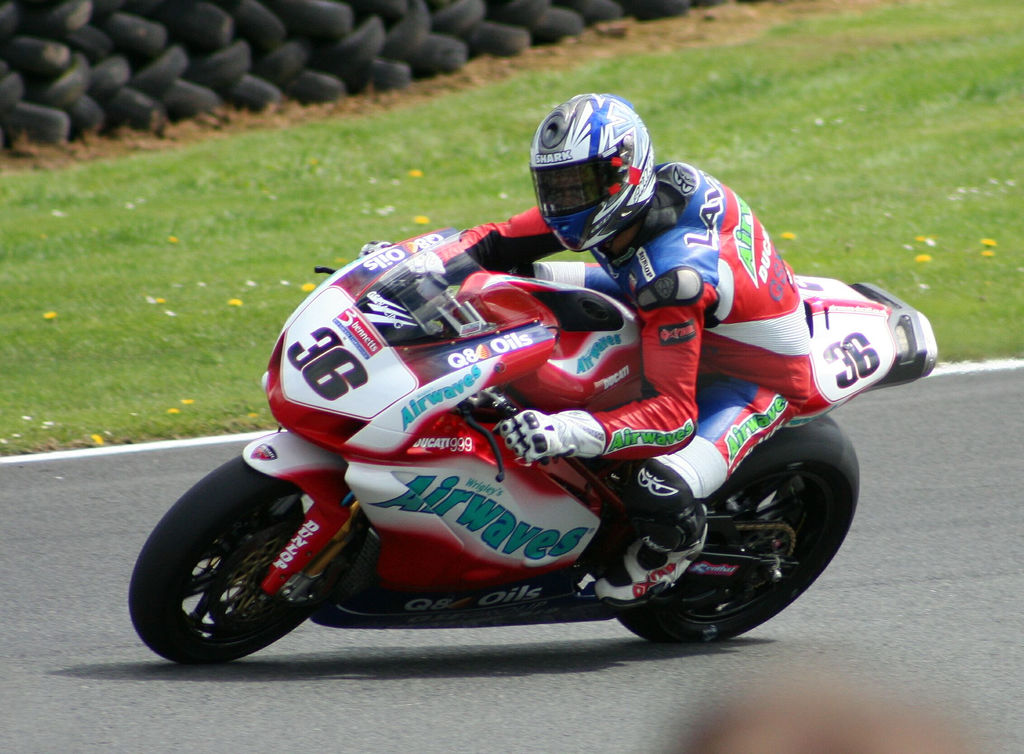
Meister 2005: Gregorio Lavilla auf Ducati 999 F04

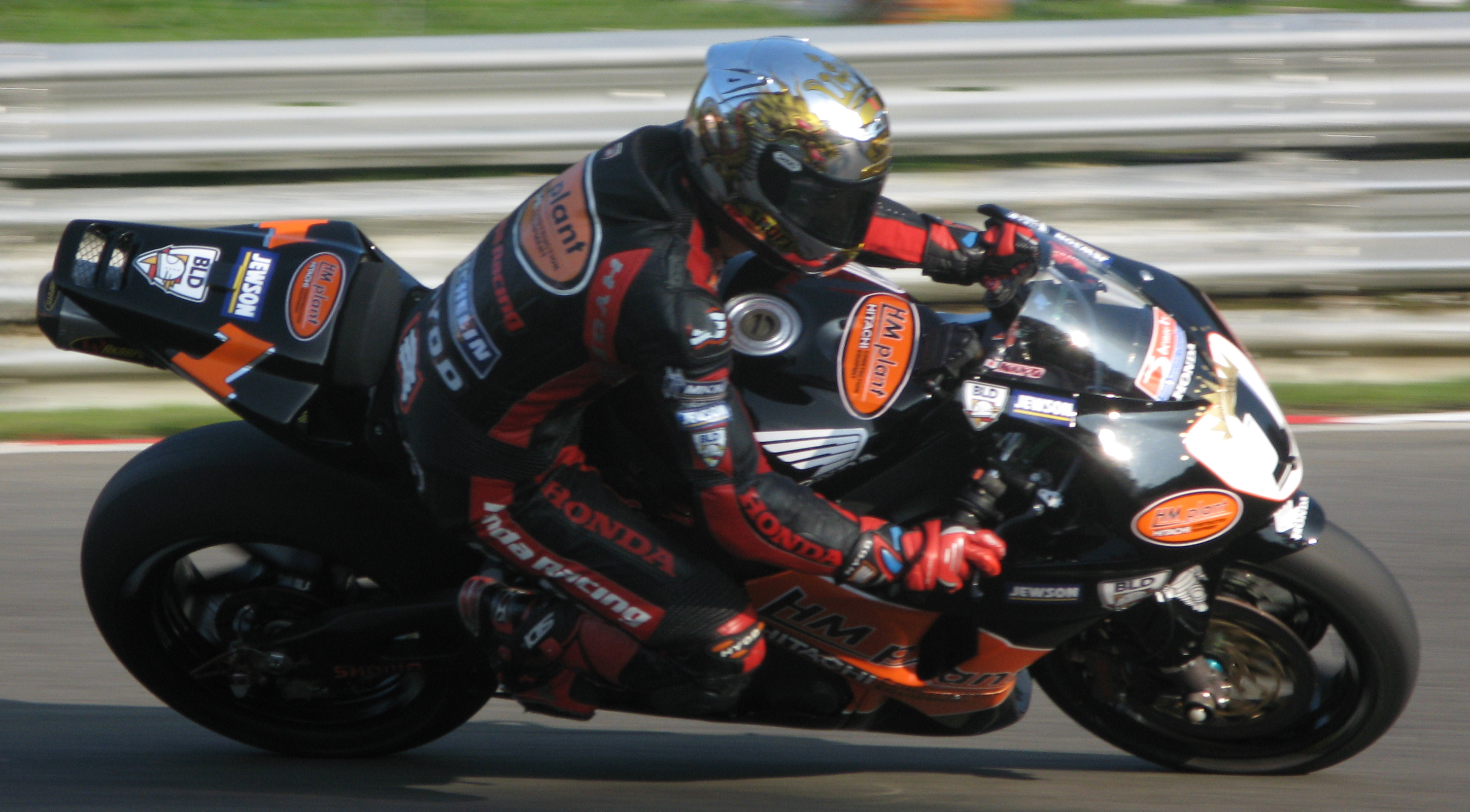
Der dreifache Meister Ryūichi Kiyonari aus Japan 2007 auf Honda CBR 1000 RR.

British Superbike Championship ist der Name der britischen Superbike-Meisterschaft, sie wird kurz auch BSB genannt. Der offizielle Name der Serie ist MCE Insurance British Superbike Championship, benannt nach dem Hauptsponsor Bennett’s, einer britischen Motorradversicherung. Sie gilt, zusammen mit der US-amerikanischen AMA Superbike Championship, als stärkste nationale Superbike-Meisterschaft.
In der BSB engagieren sich die größten Motorradhersteller, wie Ducati, Honda, Yamaha, Kawasaki oder Suzuki teilweise mit werksunterstützten Teams. Außerdem tummeln sich mit Dunlop, Pirelli und Michelin auch einige der größten Reifenhersteller. Sie gilt als Sprungbrett in die Superbike-Weltmeisterschaft, so sammelten hier spätere Weltmeister wie Neil Hodgson oder Troy Bayliss Erfahrungen, außerdem brachte die Serie auch schon viele Grand-Prix-Piloten hervor.

## Geschichte
Die BSB in ihrer heutigen Form besteht seit 1996, vorher gab es mehrere parallele Serien, zuerst für 750-cm³-Produktionsmaschinen und später auch Superbikes.
Der erfolgreichste Fahrer der Serie ist der Engländer Shane Byrne mit sechs Meistertiteln, gefolgt von dem Schotten Niall Mackenzie und dem Japaner Ryūichi Kiyonari mit je drei Titeln.
Die knappste Titelentscheidung in der Geschichte der Serie fiel im Jahr 2011 zwischen dem Engländer Tommy Hill (Swan Yamaha) und dem US-Amerikaner John Hopkins (Crescent Worx Suzuki). Vor dem letzten Saisonlauf in Brands Hatch trennten die beiden Piloten nur zwei Zähler im Gesamtklassement. Im entscheidenden Rennen, das Shane Byrne gewann, wurde Hill mit 0,006 Sekunden Vorsprung vor Hopkins Zweiter und konnte sich so den Titel sichern.
Am 20. Juli 2007 verunglückte Ollie Bridewell beim Training zum Rennen im Mallory Park tödlich. Er kam auf regennasser Fahrbahn ohne Fremdeinwirkung von der Strecke ab, stürzte und schlug in die Begrenzungen ein, dabei zog er sich schwerste Kopf- und Nackenverletzungen zu. Im Streckenhospital konnte nur noch der Tod festgestellt werden.

## Punktesystem
Meister wurde derjenige Fahrer beziehungsweise der Hersteller, der bis zum Saisonende die meisten Punkte erzielt hatte. Bei der Punkteverteilung wurden die Platzierungen im Gesamtergebnis des jeweiligen Rennens berücksichtigt. Die fünfzehn erstplatzierten Fahrer jedes Rennens erhielten Punkte nach folgendem Schema:
| Punkteverteilung | Punkteverteilung | Punkteverteilung | Punkteverteilung | Punkteverteilung | Punkteverteilung | Punkteverteilung | Punkteverteilung | Punkteverteilung | Punkteverteilung | Punkteverteilung | Punkteverteilung | Punkteverteilung | Punkteverteilung | Punkteverteilung | Punkteverteilung |
| ---------------- | ---------------- | ---------------- | ---------------- | ---------------- | ---------------- | ---------------- | ---------------- | ---------------- | ---------------- | ---------------- | ---------------- | ---------------- | ---------------- | ---------------- | ---------------- |
| Platz            | 1                | 2                | 3                | 4                | 5                | 6                | 7                | 8                | 9                | 10               | 11               | 12               | 13               | 14               | 15               |
| Punkte           | 25               | 20               | 16               | 13               | 11               | 10               | 9                | 8                | 7                | 6                | 5                | 4                | 3                | 2                | 1                |

## British-Superbike-Champions
| Jahr | Fahrertitel      | Team                        | Motorrad           |
| ---- | ---------------- | --------------------------- | ------------------ |
| 1996 | Niall Mackenzie  | Cadbury’s Boost Yamaha      | Yamaha YZF 750     |
| 1997 | Niall Mackenzie  | Cadbury’s Boost Yamaha      | Yamaha YZF 750     |
| 1998 | Niall Mackenzie  | Cadbury’s Boost Yamaha      | Yamaha YZF 750     |
| 1999 | Troy Bayliss     | GSE Racing INS Ducati       | Ducati 996         |
| 2000 | Neil Hodgson     | GSE Racing INS Ducati       | Ducati 996         |
| 2001 | John Reynolds    | Rêve Red Bull Ducati        | Ducati 996         |
| 2002 | Steve Hislop     | Paul Bird MonsterMob Ducati | Ducati 998 R       |
| 2003 | Shane Byrne      | Paul Bird MonsterMob Ducati | Ducati 998 R       |
| 2004 | John Reynolds    | Crescent Q8 Rizla Suzuki    | Suzuki GSX-R 1000  |
| 2005 | Gregorio Lavilla | Airwaves Ducati             | Ducati 999 F04     |
| 2006 | Ryūichi Kiyonari | HM Plant Honda              | Honda CBR 1000 RR  |
| 2007 | Ryūichi Kiyonari | HM Plant Honda              | Honda CBR 1000 RR  |
| 2008 | Shane Byrne      | Airwaves Ducati             | Ducati 1098 F08    |
| 2009 | Leon Camier      | Airwaves Yamaha             | Yamaha YZF-R 1     |
| 2010 | Ryūichi Kiyonari | HM Plant Honda              | Honda CBR 1000 RR  |
| 2011 | Tommy Hill       | Swan Yamaha                 | Yamaha YZF-R1      |
| 2012 | Shane Byrne      | Rapid Solicitors Kawasaki   | Kawasaki ZX-10 R   |
| 2013 | Alex Lowes       | Samsung Honda               | Honda CBR 1000 RR  |
| 2014 | Shane Byrne      | Rapid Solicitors Kawasaki   | Kawasaki ZX-10 R   |
| 2015 | Joshua Brookes   | Milwaukee Yamaha            | Yamaha YZF-R 1     |
| 2016 | Shane Byrne      | Be Wiser Ducati             | Ducati Panigale R  |
| 2017 | Shane Byrne      | Be Wiser Ducati             | Ducati Panigale R  |
| 2018 | Leon Haslam      | JG Speedfit Kawasaki        | Kawasaki ZX-10 R   |
| 2019 | Scott Redding    | Be Wiser Ducati             | Ducati Panigale V4 |
| 2020 | Joshua Brookes   | VisionTrack Ducati          | Ducati Panigale V4 |
| 2021 | Tarran Mackenzie | McAMS Yamaha                | Yamaha YZF-R 1     |
| 2022 | Bradley Ray      | Rich Energy OMG Yamaha      | Yamaha YZF-R 1     |
| 2023 | Tommy Bridewell  | BeerMonster Ducati          | Ducati Panigale V4 |

## Medienpräsenz
Im Fernsehen sind die Rennen der British Superbike Championship seit 2009 auf dem Pay-TV-Sender Eurosport 2 zu sehen.

## Verweise